# شون كيرك
شون كيرك (بالإنجليزية: Shaun Kirk) هو عازف هارمونيكا أسترالي، ولد في 7 مارس 1988 في ملبورن في أستراليا.

## وصلات خارجية
- شون كيرك على موقع ميوزك برينز (الإنجليزية)
- شون كيرك على موقع أول ميوزيك (الإنجليزية)
- شون كيرك على موقع ديسكوغز (الإنجليزية)